# Смит, Перри
Перри Эдвард Смит (27 октября 1928 года — 14 апреля 1965 года) — американский массовый убийца, приговоренный к смертной казни за убийство семьи из четырех человек, совершенное с сообщником Диком Хикоком. Стал известным благодаря долгому общению с Труманом Капоте, результатом чего стала книга последнего «Хладнокровное убийство».

## Биография
Эдвард Перри Смит родился 27 октября 1928 года в городе Хантингтон, штат Невада. Отец Смита был ирландского происхождения, а мать — чероки. В 1929 году семья Смит переехала в Джуно, на Аляску. Отец жестоко обращался с Перри и с остальными детьми. Когда Перри было 13 лет, его мать умерла, и его с братьями и сестрами отправили в католический детский дом, а через некоторое время в детский дом армии спасения. Повзрослев, Перри воссоединился с отцом, который дожил до 92 лет и совершил самоубийство. В 16 лет Смит пошел в армию. Он участвовал в Корейской войне. Несколько раз его отправляли на гауптвахту. Тем не менее Смит получил почетную отставку в 1952 году.
Спустя некоторое время после демобилизации Смит попал в аварию на мотоцикле. Он чуть не погиб и несколько месяцев пролежал в больнице. Из-за травмы ног он стал инвалидом и страдал от хронической боли в травмированных конечностях. Чтобы контролировать свою боль, он употреблял большое количество аспирина.

## Убийство семьи Клаттеров
Перри Смит встретил Ричарда Хикока в тюрьме штата Канзас, в Лансинге. Они продолжили свои отношения после освобождения Хикока в ноябре 1959 года. Хикок и Смит решили ограбить богатую семью Клаттеров: они посчитали, что в их доме есть сейф с 10 тысячами долларов. Когда 15 ноября 1959 года они ночью ворвались в дом, то ничего не нашли. В результате, почти ничего не взяв, они убили отца семейства, его жену, сына и дочь.
30 декабря 1959 года Смит с Хикоком были арестованы в Лас-Вегасе. Смит признался, что перерезал горло Герберту Клаттеру. Хикок признался в убийстве сына Клаттеров. Осталось спорным: кто же убил женщин, мать и дочь Клаттер. В их убийстве подозревали в равной степени и Хикока и Смита. Приговором суда присяжных стала смертная казнь.
Несмотря на то, что Смит окончил только начальную школу, в камере смертников он проявлял себя, как очень образованный человек. Он много читал литературу, интересовался искусством, писал стихи и рисовал картины для других заключенных с фотографий членов их семей.

## Знакомство с Капоте
Трумен Капоте заинтересовался историей с убийством Клаттеров. Он приходил в камеру к Смиту и брал у него интервью. Они сильно подружились. Ходили слухи о том, что Трумен влюбился в Смита. Тем не менее, ни в одном из писем или книг Трумен ни разу не дает малейшего намёка на то, что между Смитом и ним было что-то большее. Наоборот, его работы ярко показывают, что их отношения были чисто платоническими. Результатом их общения стала книга Капоте «Хладнокровное убийство», ставшая бестселлером на долгие годы.

## Казнь
Последние слова Смита были: «Я думаю, хреново заканчивать жизнь так, как я. Я не считаю, что смертная казнь оправдана, нравственно и юридически. Возможно, я мог бы как-то искупить. Было бы бессмысленно приносить извинения за то, что я совершил. И даже недопустимо. Но я все же приношу свои извинения». Смит был повешен 14 апреля 1965 года на заднем дворе тюрьмы в 01:19. По просьбе Смита, Трумэн Капоте присутствовал на казни.

## В массовой культуре
- Труман Капоте в своей книге «Хладнокровное убийство» описал преступление Смита и Дика Хикока.
- В фильме «Хладнокровное убийство» (1967) персонажа Смита сыграл Роберт Блейк.
- В фильме «Капоте» (2005) персонажа Смита сыграл Клифтон Коллинз-младший.
- В фильме «Дурная слава» (2006) персонажа Смита сыграл Дэниел Крейг.
- Песня «Four walls (The ballad of Perry Smith)» британской группы «Bastille».